# خالد درويش
خالد درويش (مواليد 17 أكتوبر 1979، لاعب كرة قدم إماراتي معتزل يجيد اللعب في الوسط .
لعب سابقاً مع أندية الوصل والشباب و الإمارات ومنتخب الإمارات .

## روابط خارجية
- خالد درويش على موقع ناشيونال فوتبول تيمز (الإنجليزية)
- خالد درويش على موقع Soccerway.com (الإنجليزية)